# Vera Searle
Vera Maud Searle (geborene Palmer; * 25. August 1901 in Leytonstone; † 12. September 1998 in Tunbridge Wells) war eine englische Läuferin und Sportfunktionärin. Sie war eine Pionierin des Frauensports.
Vera Palmer wuchs in einem sportlichen Umfeld auf, ihr Vater war stellvertretender Geschäftsführer des Chelsea Football Club. 1923 stellte sie mit 35,4 Sekunden bei einem Länderkampf England-Frankreich einen neuen Weltrekord über 250 Meter auf. Als im Jahr darauf Frauen noch immer nicht zu den Olympischen Spielen in Paris für Leichtathletikdisziplinen zugelassen waren, wurde sie Mitbegründerin des Middlesex Ladies Athletics Club. Im selben Jahr stellte sie einen Weltrekord über 440 Yards auf und verbesserte diesen im Jahr darauf erneut.
1926 reiste Vera Palmer in das schwedische Göteborg zur Teilnahme an der zweiten „Damenolympiade“ Internationella kvinnospelen (Frauen-Weltspiele), wo sie die Silbermedaille über 250 Meter errang. Anschließend trat sie vom aktiven Sport zurück und heiratete Wilfred Searle, den Vizepräsidenten des Vereins Middlesex Ladies. Als zwei Jahre später Frauen erst mit Verzögerung zu den Olympischen Spielen in Amsterdam geladen wurden und dann auch nur in fünf Leichtathletikdisziplinen starten durften, sprach sie sich für einen Boykott dieser Spiele durch die britischen Leichtathletinnen aus. Dieser Boykott, der einzige in der olympischen Geschichte aus Gründen des Geschlechts, fand tatsächlich statt, obwohl die britischen Frauen die größten Medaillenchancen gehabt hätten.
Als Vera Searle den englischen Verband Amateur Athletic Association aufforderte, Frauen als Mitglieder zuzulassen, wurde dies abgelehnt. Die Vereinsoberen schlugen ihr vor, sie solle einen eigenen Verband für Frauen gründen, was sie prompt tat. Sie wurde erste Geschäftsführerin der Women’s Amateur Athletic Association. Später unterstützte sie die Gründung des Vereins Spartan Ladies, der neben dem London Olympiades einer der führenden englischen Sportvereine für Frauen in den 1940er Jahren wurde. 1950 war sie an der Gründung der National Women’s Cross Country Association beteiligt, und Anfang der 1970er Jahre engagierte sie sich für die Einführung der World Veterans Championships (heute Masters genannt).
Viele Jahre lang war Vera Searle als Wettkampfrichterin aktiv. In späteren Jahren bedauerte sie, nicht Trainerin geworden zu sein:

“On other occasions, at meetings at the old White City Stadium in London, she would take her place high up in the announcer’s box and, accompanied by her newspaper, her cheroot cigars and the bottle of Guinness she drank virtually every day of her life, would remain there all day.”

„Bei anderen Gelegenheiten, bei Meetings im White City Stadium in London, nahm sie ihren Platz hoch droben in der Sprecherkabine ein, begleitet von ihrer Zeitung, ihren Cheroot-Zigarren und einer Flasche Guinness, das sie fast täglich trank. Dort verweilte sie den ganzen Tag.“

Bis ins hohe Alter hinein blieb sie geistig und körperlich fit. Ihr Mann, mit dem sie zwei Töchter hatte, starb Mitte der 1950er Jahre.